# Turbinicarpus roseiflorus
Turbinicarpus roseiflorus là một loài thực vật có hoa trong họ Cactaceae. Loài này được Backeb. miêu tả khoa học đầu tiên năm 1963.